# Méounes-lès-Montrieux
Méounes-lès-Montrieux – miejscowość i gmina we Francji, w regionie Prowansja-Alpy-Lazurowe Wybrzeże, w departamencie Var.
Według danych na rok 1990 gminę zamieszkiwało 1010 osób, a gęstość zaludnienia wynosiła 25 osób/km² (wśród 963 gmin regionu Prowansja-Alpy-W. Lazurowe Méounes-lès-Montrieux plasuje się na 381. miejscu pod względem liczby ludności, natomiast pod względem powierzchni na miejscu 207.).